# Рядовой
Рядово́й, в военном деле:

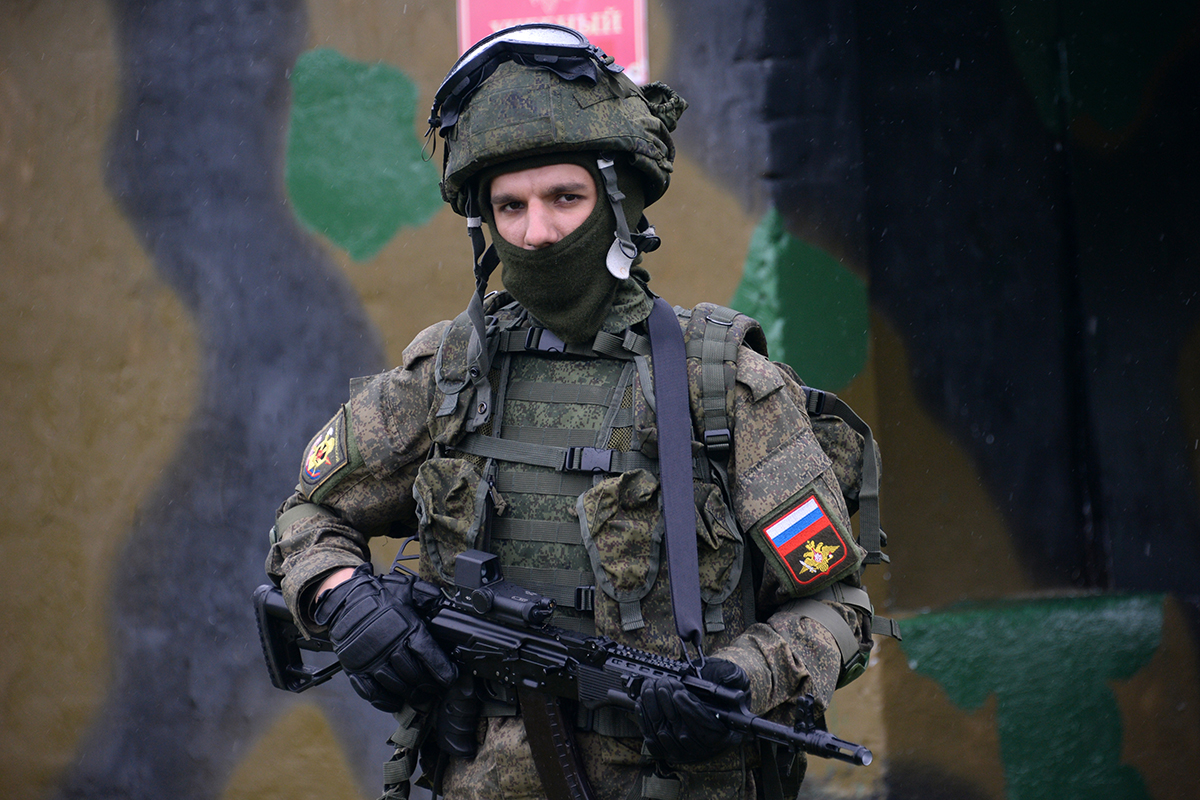
Рядовой 282-го учебного центра войск РХБЗ.

1. низшее, первое воинское (специальное) звание в Вооружённых Силах (силовых структурах) России и большинства других государств (в некоторых государствах — второе снизу звание после рекрута), относящееся к составу[1] солдаты (матросы).
2. военнослужащий, имеющий такое воинское звание.

В Вооружённых Силах Союза ССР существовал Рядовой состав.

## Российская империя

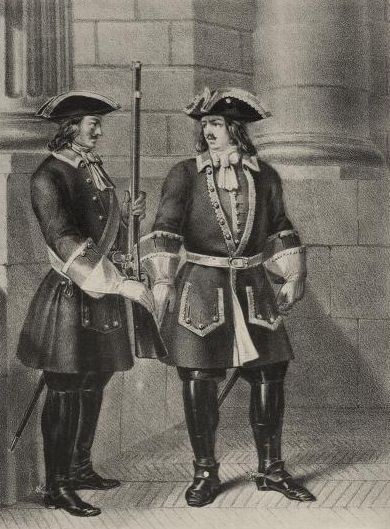
Рядовой и Офицер Лейб-Регимента, с 1727 по 1730 год.

В Вооружённых силах Российской империи, Рядовой — строевой нижний чин (во флоте — матрос), не имеющий особого звания, низшее воинское звание в линейной пехоте, инженерных войсках и в некоторых других родах оружия (войск). Употреблялось также, как обобщающее понятие всех низших воинских чинов.
Кроме собственно чина рядовой в вооруженных силах Российской империи употреблялись иные соответствующие ему воинские чины: в пехоте — гренадер (в гренадерских полках), стрелок (в стрелковых частях), егерь (в егерских полках); в кавалерии — драгун (в драгунских полках), улан  (в уланских полках), гусар (в гусарских полках), кирасир (в кирасирских полках), в артиллерии —  канонир;  в иррегулярных войсках — казак  (в казачьих конных и пеших частях), казак канонир (в казачьей артиллерии), всадник (в конных частях кавказских милиций); во флоте — матрос 2-й статьи, кочегар 2-й статьи, машинист 2-й статьи, рулевой, сигнальщик и другие, нестроевые — нестроевой младшего разряда.
Кроме того к рядовым приравнивались юнкера военных училищ.
Знаками различия рядовых являлись погоны по воинской части (учреждения) без других знаков различия (нашивок, вышивки и так далее) по воинскому званию.
Следующий воинский чин Ефрейтор и приравненные к нему. В ВС России, имперского периода, существовало наказание для офицеров и чиновников военного ведомства, за проступки и преступления — Разжалование в рядовые.

## СССР

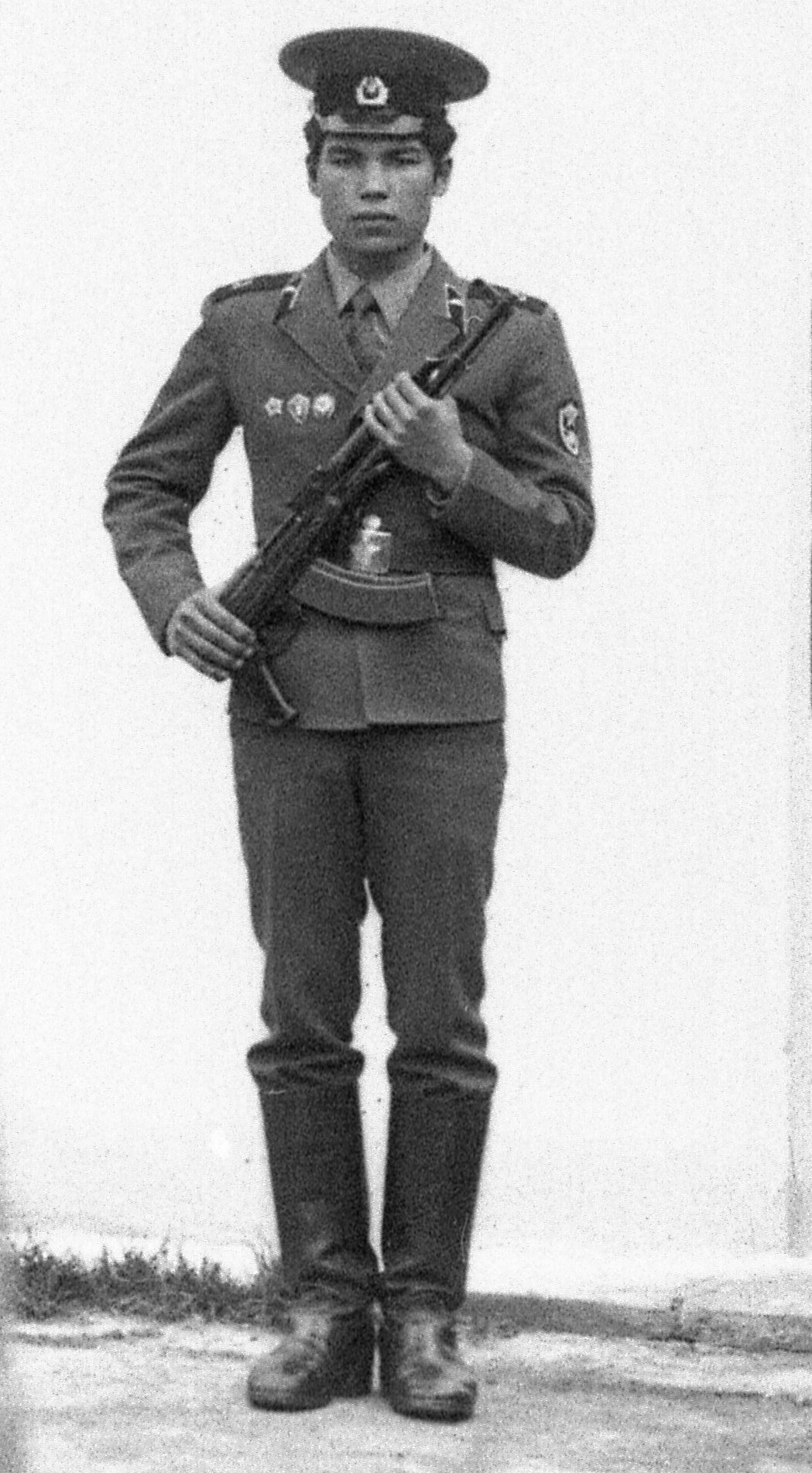
Рядовой (танкист, Отличник Советской Армии, Специалист 3-го класса, Воин-спортсмен) Советской Армии ВС СССР, в парадной форме одежды, 1985 год.

В Вооруженных Силах СССР звание было введено в 1946 году (до этого — красноармеец).
Перед воинским званием военнослужащего, проходившего военную службу в гвардейской воинской части или соединении, добавлялось слово «гвардии» — Гвардии рядовой.
|                                     |                             |                          |                          |                                      |                             |                                             |                                                           |
| петличный знак пехота (1924–1935г.) | ... кавалерии (1924–1943г.) | ... пехота (1935–1940г.) | ... пехота (1940–1943г.) | погон стрелковых войск (1943–1946г.) | погон полевой (1946–1955г.) | погон мотострелковых войск СВ (1969–1994г.) | воздушно-десантных войск, авиации ВВС и ПВО (1969–1994г.) |

## Россия
| младшее войсковое звание: нет | Рядовой | старшее войсковое звание: Ефрейтор |

Вариант звания полевой формы

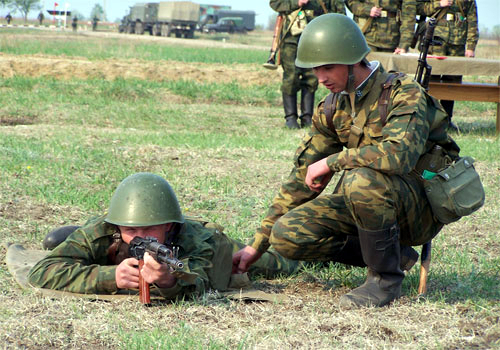
Командир отделения тренирует рядового стрелка МСВ ВС России, фото Минобороны России.

Началом прохождения военной службы в ВС России считается, для граждан, не пребывающих в запасе вооружённых сил, призванных на военную службу, — день присвоения воинского звания — Рядовой (Матрос).
Перед воинским званием военнослужащего, проходящего военную службу в гвардейской воинской части, на гвардейском корабле, добавляется слово «гвардии».
К воинскому званию военнослужащего или гражданина, пребывающего в запасе, имеющего военно-учётную специальность юридического или медицинского профиля, добавляются соответственно слова «юстиции» или «медицинской службы».
К воинскому званию гражданина, пребывающего в запасе или находящегося в отставке, добавляются соответственно слова «запаса» или «в отставке».
В категории военнослужащих корабельного состава ВМФ России званию рядовой соответствует корабельное воинское звание матрос.
Учащиеся военных училищ именуются «курсантами». В период обучения им присваиваются воинские звания рядовой или матрос, а в случае успешного завершения военно-учебного заведения сразу офицерское звание младший лейтенант или лейтенант, в зависимости от училища.

### Знаки различия в период 1994—2010 годов
Знаки различия воинских званий в Вооружённых Силах Российской Федерации в период 1994—2010 годов — знаки различия по воинским званиям, носившиеся военнослужащими, с 1994 по 2010 год (отменены указом Президента Российской Федерации от 11 марта 2010 года № 293).
| — Курсант —                                                                               | — Курсант —                | — Рядовой —                                            | — Рядовой —      | — Рядовой — | — Рядовой —                   |
| ----------------------------------------------------------------------------------------- | -------------------------- | ------------------------------------------------------ | ---------------- | ----------- | ----------------------------- |
|                                                                                           |                            |                                                        |                  |             |                               |
| Нашивной погон к повседневной форме одежды курсанта, в звании рядовой, в авиации ВВС, ВДВ | ... к полевой форме одежды | погон к повседневной и парадной форме одежды ВС России | ... ВКС, КВ, ВДВ | ... BBC     | погоны к полевой форме одежды |

## Германия
В ВС ФРГ (бундесвер, нем. Bundeswehr) имеются звания рядовой (нем. Soldat), называются в сухопутных войсках (СВ), в зависимости от рода войск:
Soldat (S) — Солдат
в сухопутных войсках (СВ):
- Funker (Fu) — радист
- Grenadier (Gren)) — гренадер
- Jäger (Jg) — егерь
- Kanonier (Kan) — канонир
- Panzerschütze (PzSchtz) — танковый стрелок
- Panzergrenadier (PzGren) — танковый гренадер
- Panzerfunker (PzFu) — танковый радист
- Panzerjäger (PzJg) — танковый егерь
- Panzerkanonier (PzK) — танковый канонир
- Panzerpionier (PzPi) — танковый сапёр
- Pionier (Pi) — сапёр
- Sanitätssoldat (SanSdt) — санитар
- Schütze (Schtz) — стрелок

в военно-воздушных силах (ВВС):
- Flieger (Flg) — авиатор
- Kanonier (Kan) — канонир

в военно-морском флоте:
- Matrose (Matr) — матрос

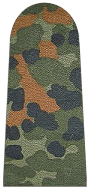
Погон рядового СВ ВС ФРГ (бундесвера).
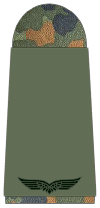
Погон рядового ВВС ВС ФРГ (бундесвера).
Погон рядового СВ ВС ФРГ.

## Италия
В Вооружённых силах Италии имеется звание рядовой (soldato (semplice)).

## США
В ВС США имеются следующие звания аналог русскому рядовой (private (soldier), man):
- Рядовой-рекрут;
- Рядовой, (англ. Private, аббревиатура PVT);
- Рядовой первого класса, (англ. Private First Class, аббревиатура «PFC»).

## Фольклор
Пословицы:
- Семьдесят приказчиков, один рядовой, да и тот не свой[8].

Песня 

«Рядовой Борисов!» — «Я!» — «Давай, как было дело!»— Владимир Высоцкий, Рядовой Борисов!.. Альбом: Все Военные Песни, 2008 год.